# Postać kanoniczna
Postać kanoniczna, postać normalna, postać standardowa obiektu matematycznego – w matematyce i informatyce standardowy sposób przedstawiania obiektu jako wyrażenia algebraicznego. W niektórych dziedzinach matematyki mogą zachodzić różnice między pojęciem „kanoniczna” oraz „normalna”. W większości dziedzin postać kanoniczna oznacza unikatową reprezentację każdego obiektu, zaś postać normalna jedynie precyzuje jego formę, bez konieczności bycia postacią unikatową.
Postać kanoniczna liczby naturalnej w zapisie dziesiętnym to skończony ciąg cyfr, który nie zaczyna się od zera.
Bardziej ogólnie, dla klasy obiektów, na której została określona relacja równoważności, postać kanoniczna polega na wyborze konkretnego obiektu w każdej z klas. Na przykład postać Jordana jest postacią kanoniczną podobieństwa macierzy, a macierz schodkowa postacią kanoniczną, gdy uznamy za równoważne macierz oraz wynik iloczynu tej macierzy i pewnej macierzy odwracalnej.
W informatyce, a konkretnie w algebrze komputerowej, istnieje zazwyczaj wiele różnych sposobów na przedstawienie tego samego obiektu. W tym wypadku postać kanoniczna oznacza takie przedstawienie, w którym każdy obiekt ma swoją unikatową reprezentację. W ten sposób można łatwo sprawdzić równość dwóch obiektów poprzez sprawdzenie równości ich postaci kanonicznych. Jednak wybór postaci kanonicznej bardzo często zależy od kwestii czysto arbitralnych (jak kolejność zmiennych), a to może powodować trudności w porównywaniu dwóch obiektów będących wynikami niezależnych obliczeń. Dlatego w algebrze komputerowej postać normalna to słabsze określenie – przedstawienie takie, że zero ma swoją unikatową reprezentację. To pozwala na porównywanie poprzez przedstawienie różnicy między obiektami w postaci normalnej.
Postać (forma) kanoniczna może oznaczać też formę różniczkową, która została przedstawiona naturalnie (kanonicznie).
Proces zamiany obiektu na postać kanoniczną nazywany jest normalizacją

## Definicja
Załóżmy, że mamy zbiór {\displaystyle S} obiektów z relacją równoważności. Postać kanoniczna jest dana poprzez wyznaczenie niektórych obiektów w {\displaystyle S} do bycia „w postaci kanonicznej” takiej, że każdy obiekt w zbiorze jest równoważny jednemu i tylko jednemu obiektowi w postaci kanonicznej. Innymi słowy, postaci kanoniczne w {\displaystyle S} reprezentują klasy abstrakcji, każda dokładnie jednokrotnie. By sprawdzić, czy dwa obiekty są równe, wystarczy sprawdzić równość ich postaci kanonicznych. W ten sposób postać kanoniczna nie tylko klasyfikuje każdą klasę abstrakcji, ale daje też wyróżnionego (kanonicznego) reprezentanta.
W praktyce warto umieć rozpoznawać postaci kanoniczne. Jest też do rozważenia problem algorytmiczny – jak przejść od danego obiektu {\displaystyle s} należącego do {\displaystyle S} do postaci kanonicznej {\displaystyle s}? Postaci kanoniczne są zazwyczaj używane, by uczynić operacje na klasach abstrakcji bardziej efektywne. Na przykład w arytmetyce modularnej postacią kanoniczna klasy reszty jest zazwyczaj jej najmniejsza nieujemna liczba całkowita. Operacje na klasach są wykonywane poprzez połączenie tych reprezentantów, a następnie zredukowanie wyniku do jego najmniejszej nieujemnej reszty.
Postać kanoniczna może czasem być po prostu pewną konwencją lub też być określona twierdzeniem. Na przykład wielomiany są najczęściej zapisywane w kolejności malejących potęg. Częstszy jest zapis {\displaystyle x^{2}+x+30} niż {\displaystyle x+30+x^{2},} pomimo że obie postaci definiują ten sam wielomian. Zupełnie innym przypadkiem jest postać Jordana będąca określona głębokim twierdzeniem.

## Przykłady
Uwaga: „z dokładnością do” jakiejś relacji identyczności E oznacza, że postać kanoniczna nie jest unikatowa w ujęciu ogólnym, ale jeśli jeden obiekt ma dwie postaci kanoniczne, są one E-identyczne.

### Algebra liniowa
| Obiekty                                                                          | {\displaystyle A} jest równoważne {\displaystyle B,} jeśli:                                        | Postać kanoniczna                                                               | Uwagi                                                                                                  |
| -------------------------------------------------------------------------------- | -------------------------------------------------------------------------------------------------- | ------------------------------------------------------------------------------- | --- |
| Macierze normalne nad liczbami zespolonymi                                       | {\displaystyle A=U^{*}BU} dla pewnej macierzy unitarnej {\displaystyle U}                          | Macierz diagonalna (z dokładnością do zmiany kolejności)                        | Twierdzenie spektralne                                                                                 |
| Macierze nad liczbami zespolonymi                                                | {\displaystyle A=UBV^{*}} dla pewnej macierzy unitarnej {\displaystyle U} oraz {\displaystyle V}   | Macierz diagonalna z rzeczywistymi, dodatnimi elementami (w porządku malejącym) | Rozkład według wartości osobliwych                                                                     |
| Macierze nad ciałami algebraicznie domkniętymi                                   | {\displaystyle A=P^{-1}BP} dla pewnej odwracalnej macierzy {\displaystyle P}                       | Postać Jordana (z dokładnością do zmiany kolejności bloków)                     | |
| Macierze nad ciałami algebraicznie domkniętymi                                   | {\displaystyle A=P^{-1}BP} dla pewnej odwracalnej macierzy {\displaystyle P}                       | Postać kanoniczna Weyra (z dokładnością do zmiany kolejności bloków)            | |
| Macierze nad ciałem                                                              | {\displaystyle A=P^{-1}BP} dla pewnej odwracalnej macierzy {\displaystyle P}                       | Postać kanoniczna Frobeniusa                                                    | |
| Macierze nad dziedziną ideałów głównych                                          | {\displaystyle A=P^{-1}BQ} dla pewnych odwracalnych macierzy {\displaystyle P} i {\displaystyle Q} | Postać kanoniczna Smitha                                                        | Równoważność polega na tym samym, co pozwolenie na przemienne podstawowe transformacje rzędów i kolumn |
| Przestrzenie wektorowe o skończonej ilości wymiarów nad ciałem {\displaystyle K} | {\displaystyle A} i {\displaystyle B} są izomorficzne jako przestrzenie wektorowe                  | {\displaystyle K^{n},} gdzie {\displaystyle n} jest liczbą naturalną            | |

### Logika klasyczna
- dysjunkcyjna postać normalna
- forma preneksowa
- koniunkcyjna postać normalna
- skolemizacja

### Analiza funkcjonalna
| Obiekty             | {\displaystyle A} jest równoważne {\displaystyle B,} jeśli: | Postać kanoniczna |
| ------------------- | --- | --- |
| Przestrzeń Hilberta | Jeśli {\displaystyle A} i {\displaystyle B} są obie ośrodkowymi przestrzeniami Hilberta nieskończonego wymiaru, wtedy {\displaystyle A} oraz {\displaystyle B} są izometrycznie izomorficzne. | {\displaystyle \ell ^{2}(I)} są przestrzeniami sekwencyjnymi (z dokładnością do wymiany zbioru indeksów {\displaystyle I} na inny zbiór indeksów o tej samej mocy zbioru) |

### Teoria liczb
- Postać kanoniczna liczb naturalnych
- Postać kanoniczna ułamka łańcuchowego

### Algebra
| Obiekty                                                                                                   | {\displaystyle A} jest równoważne {\displaystyle B,} jeśli:                         | Postać kanoniczna                                                                                |
| --- | ----------------------------------------------------------------------------------- | ------------------------------------------------------------------------------------------------ |
| Skończenie wygenerowane {\displaystyle R}-moduły, gdzie {\displaystyle R} jest dziedziną ideałów głównych | {\displaystyle A} i {\displaystyle B} są izomorficzne jako {\displaystyle R}-moduły | Podstawowa dekompozycja (z dokładnością do zmiany kolejności) lub niezmienna rozkładu czynników. |

### Geometria
- Równanie prostej: {\displaystyle Ax+By=C,} gdzie {\displaystyle A^{2}+B^{2}=1} oraz {\displaystyle C\geqslant 0.}

- Równanie okręgu: {\displaystyle (x-h)^{2}+(y-k)^{2}=r^{2}.}

Istnieją alternatywne formy zapisywania równań. Na przykład równanie prostej można zapisać jako równanie liniowe, mając dany punkt należący do prostej oraz jej nachylenie lub jej współczynnik nachylenia i wyraz wolny.

### Notacja matematyczna
Postać standardowa jest używana przez wielu matematyków i naukowców w celu zapisywania bardzo dużych liczb w bardziej zwięzły i zrozumiały sposób.

### Teoria zbiorów
Postać normalna Cantora liczby porządkowej

### Teoria gier
- Gra w postaci normalnej

### Systemy przepisywania
- W abstrakcyjnych systemach przepisywania, postać kanoniczna jest nieredukowalnym obiektem.

### Rachunek lambda
- Postać normalna Beta, jeśli niemożliwa jest redukcja beta; Rachunek lambda jest szczególnym przypadkiem abstrakcyjnego systemu przepisywania.

### Formy różniczkowe
Do kanonicznych form różniczkowych zaliczamy formę Liouville’a, ważną w badaniu mechaniki Hamiltona i rozmaitości symplektycznych.

### Informatyka
W informatyce, przekształcanie danych do postaci kanonicznej jest potocznie nazywane normalizacją danych.
Na przykład normalizacja bazy danych jest procesem organizowania pól i tabel relacyjnej bazy danych, aby zminimalizować redundancję danych. W dziedzinie bezpieczeństwa oprogramowania oprogramowanie często podatne jest na niewłaściwe dane wejściowe. Odpowiedzią na ten problem jest poprawna ratyfikacja danych wejściowych. Zanim można ją przeprowadzić, dane wejściowe muszą zostać znormalizowane – odszyfrowane i zredukowane do ciągu znaków.
Inne typy danych, często kojarzone z przetwarzaniem sygnałów (w tym audio lub obrazów) lub uczeniem maszynowym, mogą być znormalizowane w celu podania skończonego zakresu wartości.